# Ø̄
Cette page contient des caractères spéciaux ou non latins. S’ils s’affichent mal (▯, ?, etc.), consultez la page d’aide Unicode.
Ø̄, ou O barré macron, est un graphème utilisé dans l’écriture du kuni-boazi en Papouasie-Nouvelle-Guinée, et du rawang en Birmanie. Il s’agit de la lettre O barré diacritée d'un macron.

## Utilisation
En kuni-boazi, ‹ ø̄ › est utilisé pour indiquer le ton grammatical moyen sur ‹ ø › ʌ.

## Représentations informatiques
Le O barré diagonalement macron peut être représenté avec les caractères Unicode suivants :
- décomposé (supplément latin-1, diacritiques) :

| formes    | représentations | chaînes de caractères | points de code | descriptions                                                   |
| --------- | --------------- | --------------------- | -------------- | -------------------------------------------------------------- |
| capitale  | Ø̄               | Ø◌̄                    | U+00D8 U+0304  | lettre majuscule latine o barré obliquement diacritique macron |
| minuscule | ø̄               | ø◌̄                    | U+00F8 U+0304  | lettre minuscule latine o barré obliquement diacritique macron |